# Saint-Amand (Mancha)
Saint-Amand foi uma comuna francesa na região administrativa da Normandia, no departamento Mancha. Estendia-se por uma área de 29,11 km². Em 2010 a comuna tinha 2 559 habitantes (densidade: 87,9 hab./km²).
Em 1 de janeiro de 2017, passou a formar parte da nova comuna de Saint-Amand-Villages.